# Un ami qui tombe pile-poil
 (septembre 2017).
Si vous disposez d'ouvrages ou d'articles de référence ou si vous connaissez des sites web de qualité traitant du thème abordé ici, merci de compléter l'article en donnant les références utiles à sa vérifiabilité et en les liant à la section « Notes et références ».
Série
Un ami qui tombe pile-poil 2
(2017)
Pour plus de détails, voir Fiche technique et Distribution.
Un ami qui tombe pile-poil (Rufus) est un téléfilm américano-canadien réalisé par Savage Steve Holland, diffusé le 18 janvier 2016 sur Nickelodeon.
En France, il est diffusé le 8 mai 2016 sur Nickelodeon. Il a une première suite, diffusée en 2017. Un troisième téléfilm est prévu en 2023, toujours avec Jace Norman à l'affiche.

## Synopsis
Une amulette semble intéresser Mr. Black mais celle-ci lui échappe malheureusement des mains et tombe dans un canal avant d'être emportée par le courant.
Au même moment, la famille Garcia arrive dans leur nouvelle maison mais Manny, un jeune garçon, semble très déçu de déménager et de quitter ses amis. Heureusement, Rufus, son chien de compagnie et meilleur ami est présent à ses côtés. Au lycée, c'est la poisse pour lui mais heureusement qu'il rencontre Paige, une journaliste de l'école.
Au moment de promener Rufus dans le parc, ce dernier trouve l'amulette dans le canal et la place autour de son cou. Le lendemain, Manny est surpris que son chien soit devenu un humain comme les autres. Il pense alors que l'amulette est responsable de cette transformation.
Mr Black, qui cherchait son bijoux depuis 5 ans, est au courant que Rufus porte son amulette et va tout faire pour la récupérer ...

## Fiche technique
- Titre : Un ami qui tombe pile-poil
- Titre original : Rufus
- Réalisation : Savage Steve Holland
- Scénario : Bill Motz & Bob Roth
- Société de production : Pacific Bay Entertainment, Nickelodeon Movies
- Durée : 42 minutes
- Pays d'origine :  États-Unis,  Canada
- Format : couleur - 16:9 HD - stéréo
- Genre : comédie, famille
- Début : 18 janvier 2016

## Distribution
- Jace Norman (VFB : Raphaëlle Bruneau) : Rufus
- Davis Cleveland (VFB : Arthur Dubois) : Manny Garcia
- Haley Tju (VFB : Marie du Bled) : Paige
- Noel Johansen (VFB : Simon Duprez) : M. Black
- Chad Riley (VFB : Franck Dacquin) : M. Garcia
- Lisa Durupt (VFB : Laurence Stévenne) : Mme Garcia